# 小行星2724
小行星2724（2724 Orlov）是一颗围绕太阳公转的小行星。1978年9月13日，尼古拉·切爾尼赫在克里米亚发现了此天体。
該小行星以俄羅斯天體物理學家謝爾蓋·弗拉基米羅維奇·奧爾洛夫命名。
这颗小行星的绝对星等为142.69805等。